# 長興
長興（ちょうこう）は、五代の2番目の王朝である後唐において、明宗李嗣源の治世で用いられた元号。930年2月 - 933年12月。

## 西暦・干支との対照表
| 長興 | 元年  | 2年   | 3年   | 4年   |
| 西暦 | 930年 | 931年 | 932年 | 933年 |
| 干支 | 庚寅  | 辛卯  | 壬辰  | 癸巳  |